# Aleksandar III., ruski car
Aleksandar III. (Sankt-Peterburg, 10. ožujka 1845. – Liwadija na Krimu, 1. studenoga 1894.) je bio ruski car i veliki vojvoda Finske od 1881. godine.

## Mladost
Aleksandar je bio drugorođeni sin cara Aleksandra II. Po tradiciji ruskih vladara u 19. stoljeću vladari nisu imali izbor u darivanju imena, pošto je, po nepisanom pravilu, bilo odlučeno da prvorođeni sin dobiva djedovo, a drugorođeni očevo ime. Tijekom mladosti dvor je ulagao sve napore u školovanje prijestolonasljednika Nikole, dok je Aleksandar uvijek ostajao po strani. Do promjene prinčeva statusa dolazi jednostavno prekasno da bi se obrazovni nedostatak mogao nadoknaditi, pošto mu brat Nikola umire od tuberkuloze 1865. godine. U to vrijeme budući car već ima 20 godina, što ga čini prestarim i previše nestrpljivim za kakvo ozbiljno nadoknađivanje znanja. Jedine konkretne kvalitete koje tada ima su velika fizička snaga i prilično dobro poznavanje glazbe, ali ni jedno niti drugo mu nije mnogo pomoglo u kasnijem životu. Tijekom svoga djetinjstva i mladosti Aleksandar nije čak bio stekao poznavanje stranih jezika, čemu se uvijek na ruskom dvoru poklanjala velika pažnja.

## Odnos s ocem
Kako nije uspio na vrijeme steći "prikladno" obrazovanje, budući car je pao pod utjecaj konzervativaca koji su se protivili modernizaciji. Svojim javno iskazanim mišljenjem o jedinstvu ruske crkve, ruskog naroda i autokracije on se više puta sukobio s ocem Aleksandrom II. zbog tradicionalnih veza dinastije Romanov s Njemačkom. Tijekom francusko-pruskog rata 1871. godine on naginje Francuskoj, a njegov otac Pruskoj. Gotovo identična situacija će se ponoviti s rusko-turskim ratom iz 1877. godine. Prvobitna oduševljenost princa se raspršava kada na bojnom polju uočava stvarnu, a ne idealiziranu situaciju. Tada on ponovo postaje opozicija ocu i cijelom tome projektu. Događaji na Berlinskom kongresu 1878. bili su potpuno razočarenje i za oca i za sina.

## Car
Očeva smrt u atentatu 13. ožujka 1881. godine i Aleksandrovo stupanje na prijestolje pod imenom Aleksandar III. postaje završni dokaz kako je sveukupna očeva politika modernizacije društva bila pogrešna. Prva mjera novoga cara postaje ukidanje ukaza kojega je potpisao njegov otac na dan svoje smrti. Po toj nikada ispunjenoj zamisli ubijenog cara u Rusiji se trebalo započeti s postepenim ukidanjem carevog apsolutizma, što je novom vladaru zvučalo gotovo bogohulno. Zajedno s tom odlukom, u proglasu povodom stupanja na prijestolje novi Aleksandar daruje jasnu poruku svima da do ograničavanja careve moći neće doći tijekom njegove vladavine. Po pitanju drugih naroda koji žive u njegovom carstvu, odgovor je bio gotovo identično tvrd, pošto dolazi do prisiljavanja Litvanaca, Poljaka, Finaca i drugih, da se školuju u ruskim školama na ruskom jeziku. Židovi su prošli još i gore pošto im je bilo zabranjeno živjeti u naseljima s manje od 10 tisuća stanovnika. Općenito, kako bi se posebno ukazalo na razliku u načinu vladavine oca i sina, za Aleksandra III. se najčešće navodi kako je provodio antireforme. Od svih njegovih državničkih poteza jedinu neupitnu korist će imati vojska, čije očajno stanje upoznaje kao časnik 1877. godine. Nakon toga, tijekom cijele svoje vladavine on zastupa politiku mira s istovremenim jačanjem vojske. Ekstremni primjer Aleksandrove vanjske politike su dobri odnosi s Njemačkom, dok je istovremeno nedaleko od granice držao prijeteće vojne snage upitne spremnosti. Bez obzira na sva ograničenja njegovog načina vladanja, industrijski kapacitet Rusije se nalazi u porastu, koji je ipak nedovoljan za dostizanje razvijenog svijeta.

## Smrt
Kao i na prethodnika, tako su i na ovog cara bili organizirani atentati. Zbog izbjegavanja nepotrebnog šetanja po ulicama niti jedan od njih nije došao do trenutka samog pokušaja ubojstva. Bez obzira na to, najveću pažnju privlači pokušaj atentata 1887. godine, kada je uhićen veći broj zavjerenika iz pokreta Narodna volja. Među kasnije pogubljenima radi zavjere se našao i brat Lenjina, što će od njega samog učiniti revolucionara, koji naređuje ubojstvo posljednjih pripadnika dinastije Romanov. Iako su svi pokušaji ubojstva završili neuspješno, sudbina je bila pripremila tužnu šalu uvijek snažnome caru. Još prije navršene 40 godine života zdravlje mu se počelo postupno, ali sigurno kvariti. Kao razlog za to, u ruskoj se povjesti navodi željeznička nesreća iz 1888. godine, tijekom kojega je carska obitelj na prvi pogled prošla bez ozljeda. Od toga događaja, kada je Aleksandar potpuno sam podignuo vagon, on se počinje žaliti na bolove koji će postupno uništiti nekada moćnoga cara. Tijekom sljedećih godina stanje mu se polagano pogoršava, ali nitko još uvijek ne smatra carev život u opasnosti, pošto se za to optužuje normalno fizičko starenje. Do promjene dolazi tek 1894. godine, kada zbog naglog pogoršanja stanja uspaničeni dvor šalje po doktora iz Berlina. Bez obzira na minimalne šanse za uspjeh, zdravstveni stručnjak u posljednjem pokušaju za spas života savjetuje odlazak na Krim kako bi tamo u pogodnijoj klimi možda ozdravio. To je ipak bilo premalo i prekasno tako da Aleksandar tamo i umire 1. studenog 1894. godine. U događaju poznatom pod imenom "krvava krunidba" naslijedit će ga sin Nikola II.
| Prethodnik Aleksandar II. | ruski car | Nasljednik Nikola II. |